# دنیس مویلنبرگ
دنیس مویلنبرگ (انگلیسی: Dennis Muilenburg) (زاده ۱۹۶۴) کارآفرین، بازرگان و مدیر ارشد اجرایی آمریکایی است، که در حال حاضر به‌عنوان مدیر عامل اجرایی شرکت بوئینگ فعالیت می‌کند.